# T. J. Donovan

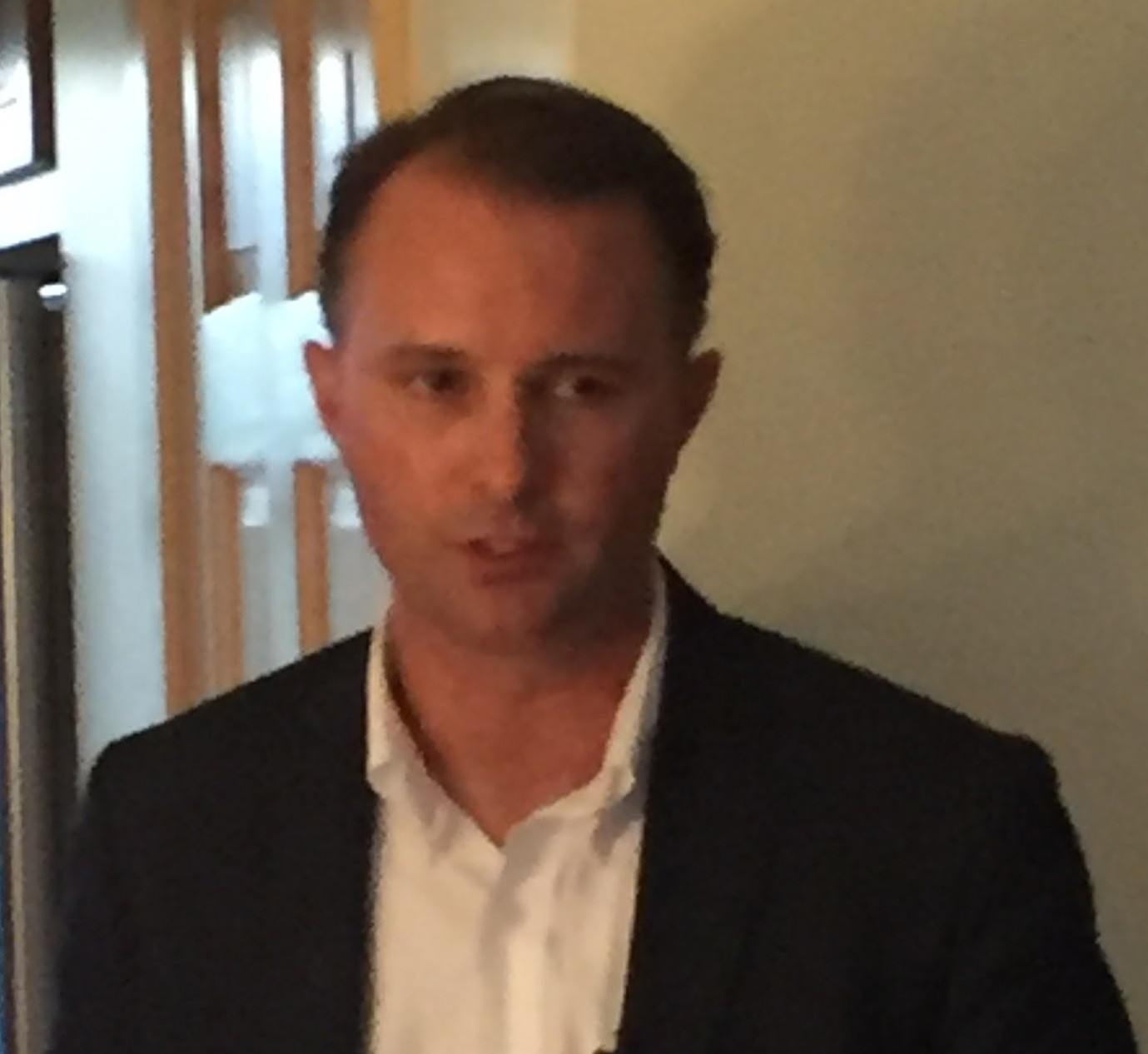
TJ Donovan

T. J. Donovan, eigentlich Thomas J. Donovan jr., (* 15. Januar 1974 in Burlington, Vermont) ist ein US-amerikanischer Jurist und Politiker, der 2016 zum Vermont Attorney General gewählt wurde und sein Amt seit 2017 ausübt.

## Leben
T. J. Donovan wurde am 15. Januar 1974 in Burlington als Sohn des Anwaltes Thomas James Donovan und der Politikerin Johannah Leddy Donovan geboren. Er hat fünf Geschwister. Er machte seinen Abschluss am Merrimack College in North Andover Massachusetts und den Juris Doctor an der Suffolk University Law School in Boston.
In der Kanzlei Jarvis & Kaplan in Burlington arbeitete er zunächst als Anwalt und wurde danach zum in Stellvertretenden District Attorney in Philadelphia ernannt. Nach seiner Rückkehr nach Vermont arbeitete er als Stellvertretender Staatsanwalt für das Chittenden County. Im Jahr 2006 wurde er zum Staatsanwalt des Chittenden Countys gewählt und in den Jahren 2010 und 2014 in dieser Position bestätigt.
Als Mitglied der Demokratischen Partei von Vermont wurde er 2016 zum Vermont Attorney General gewählt und wird das Amt voraussichtlich im Januar 2017 antreten.
T. J. Donovan ist mit Jessica McCloud verheiratet, das Paar hat zwei Söhne.